# El Orjane
El Orjane (en arabe : العـورجان, en tamazight : ⴰⵍⵡⴰⵕⵊⴰⵏ) est une commune marocaine située dans la province de Boulemane en région Fès-Meknès. Elle s'étend sur 53 350 hectares, soit sur 533,5 km2. En 2024, sa population s'élève à 7706 habitants.

## Géographie

### Localisation
El Orjane est limitrophe de la région Oriental et se situe à une soixante-dizaine de kilomètres du parc national de Tazekka. Elle se situe au Moyen Atlas près du fleuve Moulouya. Elle est limitrophe au nord, de Barkine de la région Oriental, à l'ouest de Oulad Ali Youssef, à l'est de Fritissa et Tissaf et au sud de Outat El Haj et de Ermila. La commune se situe environ à 135 kilomètres de Fès, à environ 177 km de Meknès et à environ 93 kilomètres de Boulemane, tous à vol d'oiseau.

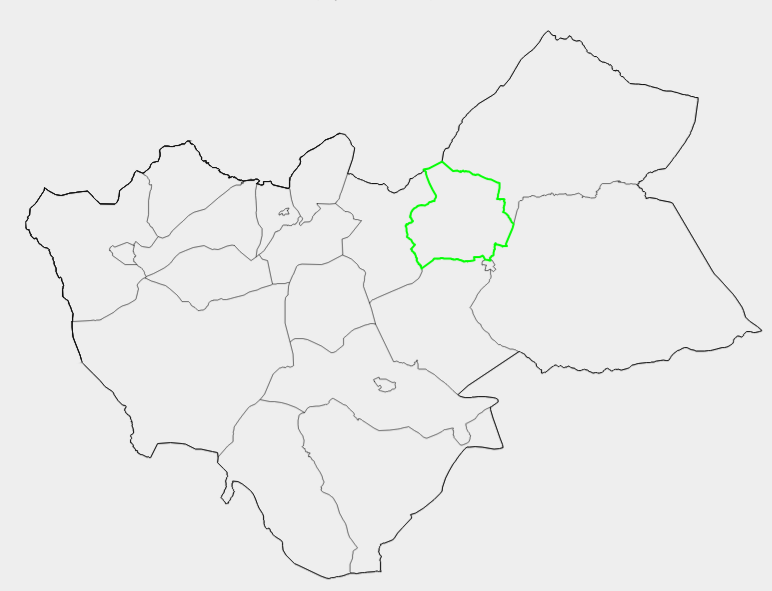
El Orjane est entourée en vert sur la carte des communes de la province de Boulemane

| Oulad Ali Youssef | Barkine (Oriental (Maroc)) | Fritissa |
| Oulad Ali Youssef | El Orjane                  | Fritissa |
| Ermila            | Ermila / Outat El Haj      | Tissaf   |

### Climat
El Orjane possède un climat méditerranéen à été chaud et sec selon la classification de Köppen-Geiger.

## Démographie et chiffres

### Population
De 1994 à 2004, une augmentation de la population a été constaté (6269 à 7609 habitants). À partir de 2004, la population est restée quasi-stable jusqu'à maintenant (entre 7600 et 7800 habitants). Le recensement de la population marocaine est effectuée tous les 10 ans par le Haut commissariat au plan du Royaume du Maroc.
| Année              | 1994 | 2004 | 2014 | 2024 |
| ------------------ | ---- | ---- | ---- | ---- |
| Nombre d'habitants | 6269 | 7609 | 7740 | 7706 |

### Structure de la population
Les informations présentées dans les tableaux et les diagrammes ci-dessous ont été recensé en 2014.
- Homme (48,6 %)
- Femme (51,4 %)

- 0-14 ans (31,9 %)
- 15-64 ans (61,2 %)
- 65+ ans (6,9 %)

| Genre    | Part (en %) | Population |
| -------- | ----------- | ---------- |
| Homme    | 48.6        | 3764       |
| Femme    | 51.4        | 3976       |
| Au total | 100         | 7740       |

| Tranche d'âge | Part (en %) | Population |
| ------------- | ----------- | ---------- |
| 0-14 ans      | 31.9        | 2471       |
| 15-64 ans     | 61.2        | 4734       |
| 65+ ans       | 6.9         | 535        |
| Au total      | 100         | 7740       |

## Voies de transport
La commune est reliée à Outat El Haj, permettant sa proximité à la route nationale 4 (N4), autrement dite la R502 et la route nationale 15 (N15)